# Resolutie 987 Veiligheidsraad Verenigde Naties
Resolutie 987 van de Veiligheidsraad van de Verenigde Naties werd unaniem aangenomen op 19 april 1995.

## Achtergrond
In 1980 overleed de Joegoslavische leider Tito, die decennialang de bindende kracht was geweest tussen de zes deelstaten van het land. Na zijn dood kende het nationalisme een sterke opmars, en in 1991 verklaarden verschillende deelstaten zich onafhankelijk. Zo ook Bosnië en Herzegovina, waar in 1992 een burgeroorlog uitbrak tussen de Bosniakken, Kroaten en Serviërs. Deze oorlog, waarbij etnische zuiveringen plaatsvonden, ging door totdat er in 1995 vrede werd gesloten.

## Inhoud
De Veiligheidsraad:
- herinnert aan zijn vorige resoluties over ex-Joegoslavië en bevestigt in dit verband resolutie 982, met name de alinea's °6 en °7 hiervan;
- is erg bezorgd om de gevechten in Bosnië en Herzegovina ondanks een akkoord over een staakt-het-vuren dat in december 1994 werd gesloten, en om de schending van de verboden uit de resoluties 781 en 816;
- benadrukt dat pogingen om het conflict met militaire middelen op te lossen onaanvaardbaar zijn;
- merkt op dat de vredesonderhandelingen moeten worden hervat;
- is erg bezorgd om de recente aanvallen op UNPROFOR en de bewegingsvrijheid van deze missie;
- bevestigt zich van de veiligheid en bewegingsvrijheid van UNPROFOR te willen vergewissen;

1. benadrukt dat de partijen in Bosnië en Herzegovina verantwoordelijk zijn voor de veiligheid van UNPROFOR en eist dat ze er geen geweld tegen plegen;
2. vraagt de secretaris-generaal dringend om maatregelen voor te stellen om geweld tegen UNPROFOR te voorkomen;
3. roept de Bosnische partijen op om het eerder overeengekomen staakt-het-vuren te verlengen en de vijandelijkheden te beëindigen, en volledig samen te werken met UNPROFOR;
4. roept alle betrokkenen op om de vredesonderhandelingen meteen te hervatten;
5. besluit om op de hoogte te blijven.

## Verwante resoluties
- Resolutie 982 Veiligheidsraad Verenigde Naties
- Resolutie 983 Veiligheidsraad Verenigde Naties
- Resolutie 988 Veiligheidsraad Verenigde Naties
- Resolutie 990 Veiligheidsraad Verenigde Naties

Lijst ·  970 ·  971 ·  972 ·  973 ·  974 ·  975 ·  976 ·  977 ·  978 ·  979 ·  980 ·  981 ·  982 ·  983 ·  984 ·  985 ·  986 ·  987 ·  988 ·  989 ·  990 ·  991 ·  992 ·  993 ·  994 ·  995 ·  996 ·  997 ·  998 ·  999 ·  1000 ·  1001 ·  1002 ·  1003 ·  1004 ·  1005 ·  1006 ·  1007 ·  1008 ·  1009 ·  1010 ·  1011 ·  1012 ·  1013 ·  1014 ·  1015 ·  1016 ·  1017 ·  1018 ·  1019 ·  1020 ·  1021 ·  1022 ·  1023 ·  1024 ·  1025 ·  1026 ·  1027 ·  1028 ·  1029 ·  1030 ·  1031 ·  1032 ·  1033 ·  1034 ·  1035